# Окаї
Окаї (Pipilo ocai) — вид горобцеподібних птахів родини Passerellidae. Поширений у Північній Америці.

## Поширення
Ендемік Мексики. Поширений уздовж Трансмексиканського вулканічного поясу, гірського хребта Сьєрра-Мадре-дель-Сур і щита Міштеко. Мешкає у гірських хвойних лісах на висоті 1500-3500 м над рівнем моря.

## Опис
Птах завдовжки від 20 до 21,5 см. Самці важать від 61 до 68 г, а самиці від 54,5 до 62,5 г. Спина і хвіст оливкового кольору; нижні покривні пір'я хвоста і маківка червонуваті. Він має чорну маску, яка закриває очі та щоки; на масці є тонка біла смужка, якої у деяких особин може не бути. Горло біле, а на грудях є чорний комір.